# GSC3579-2985
GSC3579-2985 — хімічно пекулярна зоря спектрального класу B9, що має видиму зоряну величину в смузі V приблизно  9,5.

## Пекулярний хімічний склад
Зоряна атмосфера GSC3579-2985 має підвищений вміст 
Si
.